# Idealismo magico

Il potere del fuoco prometeico in un dipinto di Angerer il Vecchio.

L'idealismo magico estende il significato filosofico dell'idealismo all'ambito letterario, artistico ed esoterico. Il termine fu coniato dal poeta tedesco Novalis per descrivere la propria concezione romantica del mondo, attinta dall'idealismo trascendentale di Kant e Fichte. Fu ripreso tra gli altri dal filosofo italiano Julius Evola per accentuare il senso idealistico della potenza creatrice dell'Io come «individuo assoluto».

## Novalis

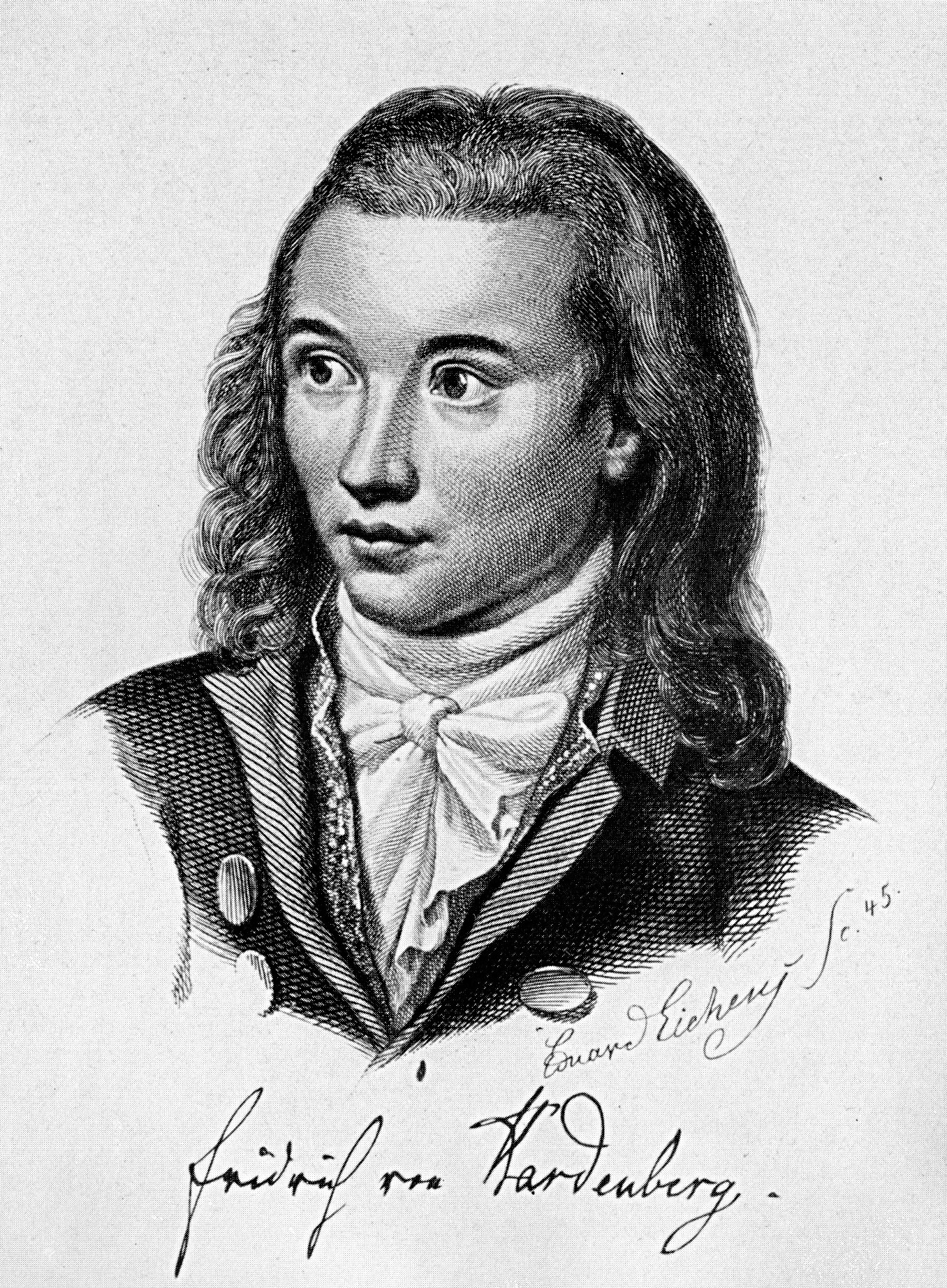
Novalis

L'«idealismo magico» di Novalis (1772–1801) si presenta come una rielaborazione di quello fichtiano, che vede nell'Io il creatore assoluto e incondizionato della realtà. Novalis tuttavia intende ampliarne la valenza con significati mitici e fantastici: proprio perché incondizionato, il creare dell'Io è fuori da ogni logica contingente, e perciò prodigioso, in maniera simile al processo con cui l'Uno di Plotino emanava le ipostasi sotto di sé.
La seduzione dell'idealismo fichtiano sta quindi per Novalis nelle sue fermenta cognitionis («fermenti della conoscenza»), cioè nella capacità alchemica di suscitare nuove possibilità di riflessioni filosofiche e poetiche in grado di andare oltre lo stesso Fichte.
Riprendendo in particolare la sua nozione di «immaginazione produttiva», già introdotta da Kant, Novalis vede il mondo come il risultato di un incantesimo, di una magia, che ci porta a scambiare per reale quel che in verità è una nostra creazione inconscia.
L'idealismo è quindi anche la capacità di riappropriarsi di questa forza magica dirompente, diventando consapevoli della potenza creativa dell'Idea, utilizzandola volontariamente per conformare la materia al genio dello spirito.
Essendo l'Io essenzialmente un atto, un perenne agire dinamico, la natura non è altro che la sua solidificazione, attività pratica dello Spirito che si è arrestata, e quindi costituisce in un certo senso il suo passato che se n'è staccato, mentre l'Io andava oltre.
Ne deriva per Novalis un'analogia segreta tra microcosmo e macrocosmo, basata sulla corrispondenza, da un lato, tra l'anima individuale e il suo corpo fisico, e dall'altro tra l'Anima dell'Universo e l'essere umano stesso.
(Novalis, frammento 540)
La natura va quindi intesa per Novalis come un riflesso dell'essere umano, in antitesi alla visione sensista della borghesia illuministica che la riduceva a un oggetto da sfruttare. Essa è permeata dalla stessa moralità presente nella nostra interiorità che l'ha posta fuori di sé.
Compito dell'idealismo magico, grazie alla poesia trascendentale che unisce poesia e filosofia, è riscoprire come «tutto è fiaba», e che più della scienza «la poesia è il reale veramente assoluto»: questa comprensione non avviene più nelle antiche forme naturalistiche del «realismo magico» arcaico che scorgeva la magia nei fenomeni esteriori, ma ritrovando quest'ultima nell'attività interiore dell'Io trascendentale, ricreando liberamente il non-io che esso pone inconsciamente.

## Evola
Mentre Novalis aveva concepito il suo idealismo magico ispirandosi al Cristianesimo, quello del filosofo ed esoterista italiano Julius Evola (1898–1974) se ne discosta per farne un idealismo assoluto privo di qualsiasi presupposto oggettivistico, seppur riprendendo ad esempio la nozione di volontà come «energia magica».

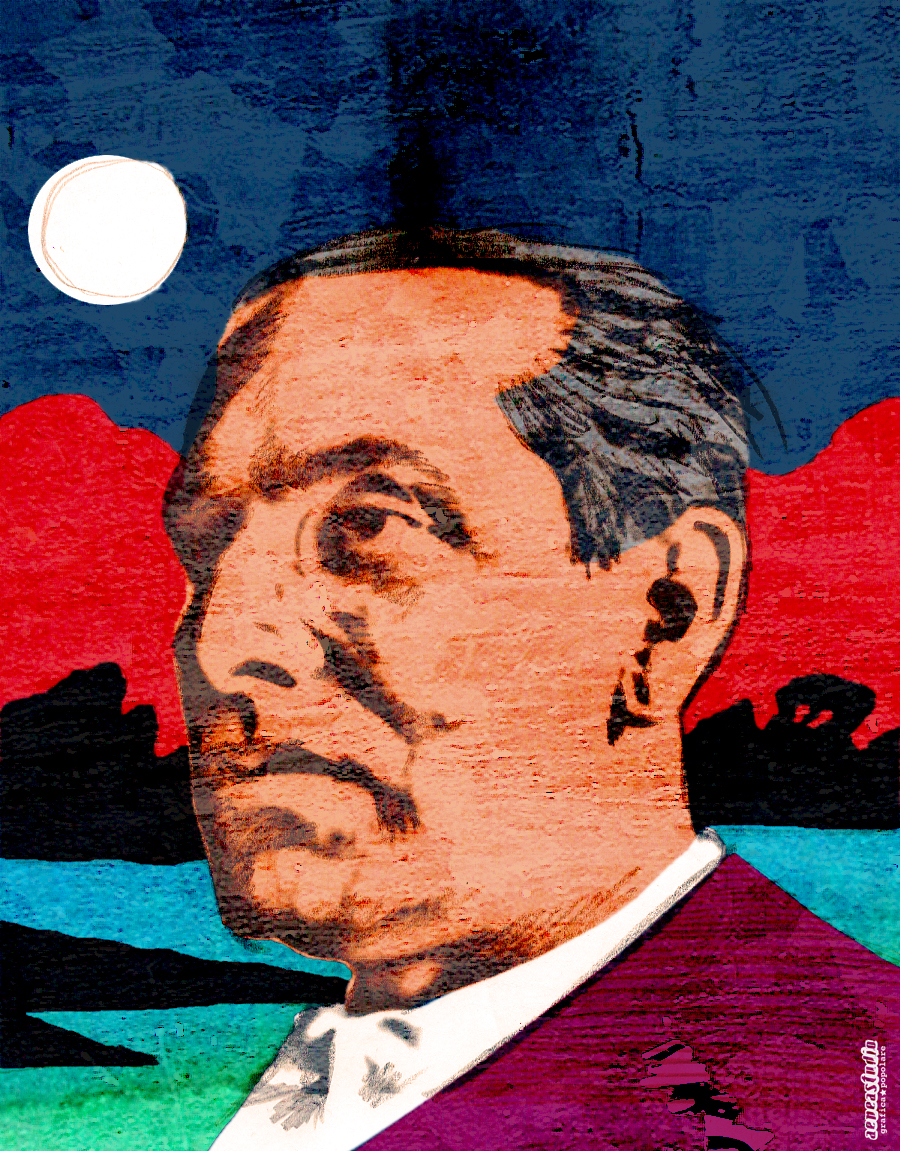
Ritratto dadaista di Julius Evola.

Confrontandosi sia con le figure di Stirner, Michelstaedter, Braun, Hamelin e Keyserling, sia attingendo alle correnti occultistiche italiane del Novecento, dalla teosofia all'antroposofia all'orientalismo, ma vagliandole sempre più criticamente alla luce della Tradizione ritenuta unica depositaria della sapienza perenne, Evola intende offrire un idealismo diverso e più completo a quello richiesto dai suoi tempi, proponendosi come alternativa iniziatica al neoidealismo di Croce e Gentile, col quale intende comunque misurarsi e «fare i conti», soprattutto con quello attualistico.
L'atto puro dell'Io in cui l'attualismo gentiliano risolve tutta la realtà, è infatti per Evola un principio soltanto teorico o gnoseologico se privo di attuazione pratica, perché non serve affermare che il non-io è un mero prodotto dell'Io se si continua a subirne passivamente il determinismo negli eventi della vita.
Occorre dunque tramutare la teoria filosofica in prassi realizzativa, e questo può avvenire solo nella pratica magica ed ermetica:
(Julius Evola, L'idealismo magico, pag. 83, a cura di G. de Turris, Mediterranee, 2006)
L'atto mentale con cui l'idealismo nega l'esistenza della realtà esterna deve quindi diventare opera concreta di distruzione, riconoscendo l'Io quale unico «individuo assoluto», con tutto quel che una tale posizione comporta, dato che per Evola nel «presupposto gnoseologico dell'idealismo magico, è implicito il solipsismo».
1. La prova del fuoco è il primo passo del cammino iniziatico dell'idealismo magico, in cui si sperimenta la negazione drastica di ogni principio e presupposto esterno a sé nella propria condotta di vita. Si tratta di bruciare nel fuoco alchemico purificatore tutto quel che si oppone all'Io, e che in quanto oggettività è pura «negazione», nel senso di azione negativa, dell'agire attivo del soggetto.[2]
2. La prova della sofferenza è la seconda fase in cui si accetta di subire il disfacimento della propria vita, non più negandola nella maniera attiva e risoluta con cui di fatto ci si legava ancora ad essa, ma liberandosi in tal modo dalla dipendenza dell'oggetto da negare.[2]
3. La prova dell'amore è quella infine in cui l'Io non ha più bisogno di opporsi a nulla, auto-determinandosi secondo il principio taoista dell'«agire senza agire» (wei-wu-wei). Mentre infatti «l'azione violenta ed appassionata contro delle cose testimonia che esse hanno a priori per l'Io una realtà, e a dir vero proprio come antitesi, e non riesce quindi a superare l'antitesi ma solo a esasperarla e riconfermarla»,[14] soltanto nell'amore incondizionato l'Io si riappropria del potere che aveva ceduto al mondo al fine di negarlo.[2]

(Julius Evola, L'idealismo magico, pag. 89, a cura di G. De Turris, Mediterranee, 2006)
Attraverso la via occultistica dell'amore, l'Io sperimenta sé stesso come infinita potenza e libertà assoluta, impossessandosi di quella forza creativa della realtà, per la quale l'idealismo magico di Evola trova un corrispettivo artistico nel dadaismo.

## Altre accezioni
Altri riferimenti all'idealismo magico si ritrovano nel filosofo russo Pavel Aleksandrovič Florenskij (1882–1937).
Il professor David Farrell Krell definisce l'idealismo magico anche come «idealismo taumaturgico».
In ambito letterario, all'idealismo magico di Novalis è ispirata la vicenda del protagonista del Lupo della steppa di Hermann Hesse nel «teatro magico». Più recentemente, sono considerati all'insegna di un idealismo magico i romanzi della scrittrice colombiana Ángela Becerra.